# Mischa Zverev
Mikhail "Mischa" Zverev (Moscú, Unión Soviética, 22 de agosto de 1987) es un jugador profesional de tenis alemán. Su mejor posición ha sido la número 25 en enero de  2017. Es zurdo y ya lleva conquistados 4 títulos del nivel challenger. En 2016 llega a los cuartos de final del Masters de Shanghái, donde pierde ante el n.º 1 del mundo Novak Djokovic en 3 sets luego de haber ganado el primero. A su vez, en este torneo se convirtió junto a su hermano Alexander en la primera pareja de hermanos en octavos de final de un Masters 1000 en 10 años.
En el Abierto de Australia 2017, Zverev registró la victoria más importante de su historia, eliminando al n.° 1 del mundo, Andy Murray, en cuatro sets 7-5 5-7 6-2 6-4.

## Vida privada
Es hijo del exjugador profesional ruso Aleksandr Zvérev Sr., quien también es su entrenador. En la actualidad reside en Monte Carlo, Mónaco. Representa a Alemania a nivel internacional. Su hermano, Alexander Zverev Jr., también juega en el tour.

## Títulos ATP (5; 1+4)

### Individual (1)
| Leyenda                  |
| Grand Slam (0)           |
| ATP World Tour Final (0) |
| ATP Masters 1000 (0)     |
| ATP World Tour 500 (0)   |
| ATP World Tour 250 (1)   |

| N.º | Fecha               | Torneo     | Superficie | Oponente en la final | Resultado |
| --- | ------------------- | ---------- | ---------- | -------------------- | --------- |
| 1.  | 30 de junio de 2018 | Eastbourne | Hierba     | Lukáš Lacko          | 6-4, 6-4  |

#### Finalista (2)
| N.º | Fecha                    | Torneo  | Superficie    | Oponente en la final | Resultado     |
| --- | ------------------------ | ------- | ------------- | -------------------- | ------------- |
| 1.  | 26 de septiembre de 2010 | Metz    | Dura (i)      | Gilles Simon         | 3-6, 2-6      |
| 1.  | 27 de mayo de 2017       | Ginebra | Tierra batida | Stan Wawrinka        | 6-4, 3-6, 3-6 |

### Dobles (4)
| Leyenda                   |
| Grand Slam (0)            |
| Juegos Olímpicos (0)      |
| ATP World Tour Finals (0) |
| ATP Masters 1000 (0)      |
| ATP World Tour 500 (1)    |
| ATP World Tour 250 (3)    |

| N.º | Fecha                 | Torneo      | Superficie | Pareja           | Oponentes en la final        | Resultado           |
| --- | --------------------- | ----------- | ---------- | ---------------- | ---------------------------- | ------------------- |
| 1.  | 15 de junio de 2008   | Halle       | Hierba     | Mijaíl Yuzhny    | Lukáš Dlouhý Leander Paes    | 3-6, 6-4, [10-3]    |
| 2.  | 5 de octubre de 2008  | Tokio       | Dura       | Mijaíl Yuzhny    | Lukas Dlouhy Leander Paes    | 6-3, 6-4            |
| 3.  | 12 de febrero de 2017 | Montpellier | Dura (i)   | Alexander Zverev | Fabrice Martin Daniel Nestor | 6-4, 6-7(3), [10-7] |
| 4.  | 2 de marzo de 2019    | Acapulco    | Dura       | Alexander Zverev | Austin Krajicek Artem Sitak  | 2-6, 7-6(4), [10-5] |

#### Finalista (8)
| N.º | Fecha                    | Torneo      | Superficie    | Pareja                 | Oponentes en la final                 | Resultado        |
| --- | ------------------------ | ----------- | ------------- | ---------------------- | ------------------------------------- | ---------------- |
| 1.  | 7 de julio de 2008       | Stuttgart   | Tierra batida | Michael Berrer         | Christopher Kas Philipp Kohlschreiber | 3-6, 4-6         |
| 2.  | 11 de enero de 2009      | Brisbane    | Dura          | Fernando Verdasco      | Marc Gicquel Jo-Wilfried Tsonga       | 4-6, 3-6         |
| 3.  | 28 de septiembre de 2009 | Bangkok     | Dura (i)      | Guillermo García López | Eric Butorac Rajeev Ram               | 6-7(4), 3-6      |
| 4.  | 4 de mayo de 2015        | Múnich      | Tierra batida | Alexander Zverev       | Alexander Peya Bruno Soares           | 6-4, 1-6, [5-10] |
| 5.  | 7 de febrero de 2016     | Montpellier | Dura (i)      | Alexander Zverev       | Mate Pavić Michael Venus              | 5-7, 6-7(4)      |
| 6.  | 25 de junio de 2017      | Halle       | Hierba        | Alexander Zverev       | Łukasz Kubot Marcelo Melo             | 7-5, 3-6, [8-10] |
| 7.  | 24 de junio de 2018      | Halle       | Hierba        | Alexander Zverev       | Łukasz Kubot Marcelo Melo             | 6-7(1), 4-6      |
| 8.  | 28 de octubre de 2018    | Basilea     | Dura (i)      | Alexander Zverev       | Dominic Inglot Franko Škugor          | 2-6, 5-7         |

## Clasificación en torneos del Grand Slam

### Individual
| Torneo          | 2007 | 2008 | 2009 | 2010 | 2011 | 2012 | 2013 | 2014 | 2015 | 2016 | 2017 | 2018 | Títulos |
| --------------- | ---- | ---- | ---- | ---- | ---- | ---- | ---- | ---- | ---- | ---- | ---- | ---- | ------- |
| Australian Open | 2R   | 1R   | 1R   | 1R   | 1R   | -    | -    | -    | -    | -    | CF   | 1R   | 0       |
| Roland Garros   | -    | 1R   | 1R   | 1R   | 1R   | 1R   | -    | -    | -    | -    | 1R   | 3R   | 0       |
| Wimbledon       | 1R   | 3R   | 2R   | -    | 1R   | -    | -    | -    | -    | -    | 3R   |      | 0       |
| US Open         | -    | 1R   | 1R   | -    | -    | -    | -    | -    | -    | 2R   | 4R   |      | 0       |

### Dobles
| Torneo               | 2007 | 2008 | 2009 | 2010 | 2011 | 2012 | 2013 | 2014 | 2015 | 2016 | 2017 | Títulos |
| -------------------- | ---- | ---- | ---- | ---- | ---- | ---- | ---- | ---- | ---- | ---- | ---- | ------- |
| Abierto de Australia | -    | 1R   | 1R   | 1R   | 1R   | -    | -    | -    | -    | -    | 2R   | 0       |
| Roland Garros        | -    | 1R   | 2R   | -    | -    | -    | -    | -    | -    | -    | -    | 0       |
| Wimbledon            | 1R   | -    | 1R   | 1R   | -    | -    | -    | -    | -    | -    | 1R   | 0       |
| Abierto de EE. UU.   | -    | 2R   | 2R   | -    | -    | -    | -    | -    | -    | -    | 1R   | 0       |

## Torneos Challengers

### Individuales

#### Títulos
| N.º | Fecha                   | Torneo         | Superficie    | Oponente en la final | Resultado   |
| --- | ----------------------- | -------------- | ------------- | -------------------- | ----------- |
| 1.  | 3 de julio de 2006      | Dublín         | Moqueta       | Kristian Pless       | 7–5 7–6     |
| 2.  | 28 de mayo de 2007      | Karlsruhe      | Tierra batida | Wayne Odesnik        | 2–6 6–4 6–3 |
| 3.  | 6 de agosto de 2007     | Estambul       | Dura          | Lukáš Lacko          | 6–4 6–4     |
| 4.  | 12 de noviembre de 2007 | Dnepropetrovsk | Dura (I)      | Dmitri Tursúnov      | 6–4 6–4     |